# The Unearthly
Pour plus de détails, voir Fiche technique et Distribution.
The Unearthly (titre original : The Unearthly) est un film américain, de science-fiction et d'horreur, réalisé par Boris Petroff, sorti en 1957.
Ce film a connu un regain d'intérêt après sombré dans un certain anonymat, car il a été utilisé pour un épisode de la série télévisée culte Mystery Science Theater 3000 et fait aussi partie du coffret de DVD Mystery Science Theater 3000 Collection 2 - 4, sorti en 2003. De plus, ce film étant basé sur des personnages créés par Ed Wood, il a bénéficié aussi de l'intérêt porté à ce cinéaste devenu culte.

## Synopsis
Le professeur Charles Conway est un savant fou qui espère découvrir le secret de la jeunesse éternelle en faisant des expériences sur des glandes situées dans le cerveau. Il utilise comme cobayes des personnes dépressives, sans familles et sans attaches, qui pensent être soignées pour leur dépression. Toutefois, les expériences du Pr. Conway tournent mal et ses cobayes deviennent des sortes de zombies…

## Fiche technique
- Titre : The Unearthly
- Titre original : The Unearthly
- Réalisation : Boris Petroff
- Scénario : Jane Mann, John D. F. Black (en), d'après les personnages créés par Ed Wood
- Musique : Henryk Wars
- Directeur de la photographie : W. Merle Connell
- Décors : Mowbray Berkeley
- Direction artistique : Daniel Hall
- Production : Boris Petroff, American Broadcasting-Paramount Theatres
- Pays de production :  États-Unis
- Genre : Film de science-fiction, film d'horreur
- Durée : 73 minutes
- Date de sortie :
  - États-Unis : 27 juin 1957

## Distribution
- John Carradine : Professeur Charles Conway
- Tor Johnson : Lobo
- Allison Hayes : Grace Thomas
- Myron Healey : Mark Houston
- Marilyn Buferd : Docteur Sharon Gilchrist
- Arthur Batanides : Danny Green
- Sally Todd : Natalie Andries

## Récompenses et distinctions

### Nominations
- Saturn Award 2004 :
  - Saturn Award de la meilleure collection DVD (au sein du coffret Mystery Science Theater 3000 Collection 2 - 4)